# Miré Reinstorf
Miré Reinstorf (George, 5 giugno 2002) è un'astista sudafricana.

## Record nazionali
Juniores
- Salto con l'asta: 4,15 m ( Nairobi, 18 agosto 2021)

## Progressione

### Salto con l'asta
| Stagione | Misura | Luogo          | Data      | Rank. Mond. |
| -------- | ------ | -------------- | --------- | ----------- |
| 2024     | 4,35 m | Accra          | 19-3-2024 |             |
| 2023     | 4,05 m | Paarl          | 9-3-2023  |             |
| 2022     | 4,00 m | Città del Capo | 21-4-2022 |             |
| 2021     | 4,15 m | Nairobi        | 18-8-2021 |             |
| 2020     | 3,80 m | Paarl          | 13-3-2020 |             |
| 2019     | 3,80 m | Germiston      | 25-4-2019 |             |
| 2018     | 3,40 m | Paarl          | 5-4-2018  |             |

## Palmarès
| Anno | Manifestazione      | Sede         | Evento           | Risultato      | Prestazione | Note                                  |
| ---- | ------------------- | ------------ | ---------------- | -------------- | ----------- | ------------------------------------- |
| 2021 | Mondiali U20        | Nairobi      | Salto con l'asta | Oro            | 4,15 m      | Miglior prestazione africana under 20 |
| 2022 | Campionati africani | Saint-Pierre | Salto con l'asta | Oro            | 3,80 m      |                                       |
| 2023 | Mondiali            | Budapest     | Salto con l'asta | Qualificazione | nm          | [ 1 ]                                 |
| 2024 | Giochi panafricani  | Accra        | Salto con l'asta | Oro            | 4,35 m      | [ 2 ]                                 |
| 2024 | Campionati africani | Douala       | Salto con l'asta | Oro            | 4,10 m      |                                       |

## Campionati nazionali
- 3 volte campionessa nazionale sudafricana del salto con l'asta (2019, 2021, 2022)

2019
- Oro ai campionati sudafricani (Germiston), salto con l'asta - 3,80 m

2021
- Oro ai campionati sudafricani (Pretoria), salto con l'asta - 4,00 m

2022
- Oro ai campionati sudafricani (Città del Capo), salto con l'asta - 4,00 m

2023
- Bronzo ai campionati sudafricani (Potchefstroom), salto con l'asta - 3,70 m